# Крэйвен, Филип
Сэр Филип Крэйвен MBE (англ. Sir Philip Craven, род. 4 июля 1950 года, Болтон, Англия) — британский спортивный деятель и бывший спортсмен. Второй президент Международного паралимпийского комитета с 8 декабря 2001 года по 8 сентября 2017 года. Член МОК в 2003—2017 годах, рыцарь-бакалавр.

## Образование
Крейвен учился в Болтонской школе, где он увлекался плаванием, игрой в крикет и теннис. В 1966 году в возрасте 16 лет во время скалолазания он повредил позвоночник, и с тех пор передвигается с помощью инвалидного кресла. Крейвен получил степень бакалавра искусств по географии в Манчестерском университете в 1972 году. Свободно говорит на французском языке, немного говорит по-немецки.

## Карьера
- Председатель Британской ассоциации баскетбола на колясках (1977-1980, 1984-1987, 1989-1994)
- Председатель Классификационного Комитета Международной федерации баскетбола на колясках
- Президент Международной федерации баскетбола на колясках (1998-2002)
- Президент Международного паралимпийского комитета (МПК) (2001-2017)
- Член Международного олимпийского комитета (МОК) (2003—2017)
- Член Исполнительного совета Британской олимпийской ассоциации (с 2003 года)
- Член Организационного комитета Олимпийских и Паралимпийских игр (с 2005 года)
- Администрационный член Совета Международного комитета по Fair Play (с 2003 года)
- Член правления Всемирного антидопингового агентства (с 2002 года)
- Член Комиссии МОК по культуре и олимпийскому образованию (с 2005 года)[4]

## Награды
- Член ордена Британской империи (1991 год).
- В июне 2005 года был посвящён в рыцари-бакалавры[5].
- Орден Почёта (22 марта 2014 года, Россия) — за большой вклад в развитие международного олимпийского и паралимпийского движения и заслуги в подготовке российских спортсменов[6].
- Орден Дружбы (23 марта 2012 года, Россия) — за большой вклад в развитие российского паралимпийского движения и его популяризацию в обществе[7].
- Орден «Дружба» (2 февраля 2016 года, Азербайджан) — по случаю 20-летнего юбилея создания Национального паралимпийского комитета Азербайджанской Республики и за заслуги в развитии паралимпийского движения в Азербайджане[8].
- Паралимпийский орден (2017 год)[9].
- Почётный гражданин Пекина[англ.] (2009 год, Китай)[10].